# Erigone nigrimana
Erigone nigrimana là một loài nhện trong họ Linyphiidae.
Loài này thuộc chi Erigone. Erigone nigrimana được Tord Tamerlan Teodor Thorell miêu tả năm 1875.